# ホメオパシージャパン
ホメオパシージャパンは、由井寅子が設立したホメオパシーで使う砂糖玉（レメディ―）、健康食品、化粧品等を販売する会社である。

## 概要
1996年にイギリスで設立した会社が前身であるとされる。1998年、福岡市中央区荒戸にやわらぎ株式会社を設立。1999年、ホメオパシージャパン株式会社に商号を変更。2000年に本社を東京都渋谷区に移転した。由井寅子が設立した一連の団体はホメオパシー団体の中でもホメオパシージャパン系と呼ばれる。本記事ではホメオパシージャパンと関連団体について述べる。

## 関連組織

### 日本ホメオパシー財団
由井寅子が理事長を務める財団法人。2008年設立。「ホメオパシーの学術・研究・教育・普及・国際交流の向上・発展に関する事業を行い、国民の健康生活に貢献すること」を目的とするとしている。日本ホメオパシー医学協会（JPHMA）の運営をする。カレッジ・オブ・ホリスティック・ホメオパシー（CHhom）をホメオパス養成教育機関として認定している。
以下の民間資格を認定している。
1. JPHMA 認定ホメオパス(同種療法士)
2. ホメオパシックハーブ療法士
3. フラワーエッセンス療法士
4. JPHMA 認定アニマルホメオパス（動物同種療法士）
5. ホメオパシー統合医療アドバイザー
6. インナーチャイルドセラピスト[5]

プロフェッショナル・ホメオパスの認定を行い、合格者は「日本国憲法でも職業選択の自由として保障されているように、医療従事者・一般の区別なく誰にでも、プロフェッショナル・ホメオパスとして、これを生業とすることができる」としている。

#### 日本ホメオパシー医学協会
日本ホメオパシー医学協会（JPHMA）は、1998年に由井寅子が設立した民間組織である。「日本におけるホメオパシー医学の正しい普及と発展のためにこれに関する知識と情報の交流ならびにその研究の推進を図るとともに国際協力に努め、広く社会に貢献する」ことを目指すとしている。同じ住所に提携病院の医療法人社団豊受会豊受クリニック（院長：高野弘之）があり、全国に計10の提携病院がある。
ホメオパシーを治療に取り入れている医大の准教授が、レメディーを患者に投与するのは医療行為だと指摘したが、ホメオパシー医学協会は、薬ではなく食品なので医療行為に当たらず、医師でなくても患者に投与できると異議を唱えた。

##### 日本ホメオパシーセンター
日本ホメオパシー医学協会管轄。センターは全国にあり、ホメオパスによる健康相談を実施。心や体の悩みを聞き、状態に合ったレメディーをホメオパスが選ぶ。「当センターでは自閉症・多動性障害、慢性アトピー等、治癒が困難と言われている症状の改善例を多数持ちます」と述べている。
日本ホメオパシーセンターでは、「ワクチンや健康においての真実や学び」の講師を養成する有料のワクチン講師セミナーを開催している。受講するとワクチン講師になれる。

##### ホメオパシーとらのこ会
日本ホメオパシー医学協会の認定団体。1997年に発足。入会するとホメオパスの健康相談を受けることができる。

#### カレッジ・オブ・ホリスティック・ホメオパシー
ホメオパシー総合医療専門校カレッジ・オブ・ホリスティック・ホメオパシーは由井寅子が学長を務める専門学校である。ホメオパシック・エデュケーション株式会社が経営する。「カレッジ」とあるが大学ではない。錬金術師パラケルススの『医師の迷宮』に触発され開校した。ホメオパシー総合医療専門校の前身はロイヤル・アカデミー・オブ・ホメオパシー（RAH）。1997年創業、2008年設立。ホメオパシーを行う治療者の教育・育成・普及・啓蒙活動を行うとしている。代表取締役社長は小島洋子。ホメオパシーと現代医学では症状へのアプローチが逆であり、独自の概念や用語を学ぶ。レメディーの原材料の特徴や性質、それらの霊的本質、ホメオパシーの提唱者、ザムエル・ハーネマンの著作『オルガノン』の読解、マヤズム（ホメオパシーの独自用語）の理解と慢性病の治療、ホメオパシーによる霊魂の治療、ホメオパシーと同じ「類似の法則」の療法としてバッチフラワー、スパジリック、心理カウンセリング、インナーチャイルド・アダルトチルドレンの癒し、霊魂・精神への癒し以外に肉体への治療法としてヨガ、体操、ハーブ療法、蒸し風呂などについて学び、現代医学も学ぶ。コースは4年で、卒業すると日本ホメオパシー医学協会（JPHMA）の認定試験受験資格が与えられ、認定試験に合格するとJPHMA認定ホメオパス（同種療法士）という民間資格を得る。卒業すると、他にもホメオパシー統合医療アドバイザー、ホメオパシックハーブ療法士、フラワーエッセンス療法士、JPHMA認定アニマルホメオパス（動物同種療法士）などの民間資格の受験資格が与えられる。
カレッジ・オブホリスティック・ホメオパシーは、ホメオパシーは医療行為ではなく、レメディーは砂糖玉や酒であって薬ではないため薬事法の適用外であるとしている。

### ホメオパシー出版
平成27年設立。ホメオパシーに関する書籍のみを編集・発行・販売する。由井寅子の著作、ホメオパシーの指導書、ホメオパシーの提唱者ハーネマンの著作、錬金術師パラケルススの著作、水が記憶を保持できると主張したジャック・バンヴェニストを擁護する本、バイオダイナミック農法・人智医学（シュタイナー医学）とホメオパシーを融合させたスピリチュアル医療などルドルフ・シュタイナー関連書、バッチフラワー、シュスラーの生命組織塩、医療占星術、宝石療法、高次意識界、ワクチン批判、独自のアダルトチルドレン（インナーチャイルド）に関する書籍、サイエントロジー関連団体の関係者の向精神薬や精神医学を批判するDVDなどを出版・販売している。組織のホームページなどとは異なり、ホメオパシー出版の書籍では「放射能被ばくに対応する放射線レメディーとその使用法」など、レメディーの種類ごとにどんな症状に効果があるかを解説している。
明治薬科大学・防衛医科大学非常勤講師の澤元亙は、パラケルススやハーネマンの著作などを翻訳出版している。澤元によるパラケルススの翻訳本の監修は由井寅子。

### 日本豊受自然農
農業生産法人日本豊受自然農株式会社は、2011年に由井寅子が設立した。ホメオパシー理論を応用した農薬・化学肥料を使わない「ホメオパシー自然農法」を行う。北海道と静岡に農場がある。

## 論争
ホメオパシーの理論は科学と大きく異なっている上、由井は医学に対して否定的であると指摘されている。由井の学校で学び、由井が設立した団体の民間資格を持つホメオパス（ホメオパシーの施術者）が関わった死亡事故もあるため、ホメオパシージャパン系には批判も少なくない。
日本ホメオパシー医学協会は、ホメオパシーを行う助産師が関与した山口新生児ビタミンK欠乏性出血症死亡事故や、悪性リンパ腫の女性の事例を報道するなど、ホメオパシーを批判する記事を掲載した朝日新聞と強く対立している。山口新生児ビタミンK欠乏性出血症死亡事故の朝日新聞の報道に対し、「予断をもったマスコミの報道姿勢に基づく一方的な内容の記事には、大きな問題」と反論した。また荒瀬牧彦は、ホメオパス側は「患者さんがご自分で望んだことで、こちらはそれにお応えしただけ」という態度であると述べており、荒瀬を中心に遺族と友人・知人が「『あかつき』を憂慮する会」を立ち上げている（あかつきは診療所の名前）。
やや日刊カルト新聞の藤倉善郎が週刊新潮に寄稿した記事「死亡者複数という奇妙な「ホメオパシー」にハマっている有名人」について、藤倉はホメオパシーを理解していないしきちんと調査もしていないと名指して批判している。藤倉は、日本ホメオパシー医学協会の見解は説明として成り立っておらず、藤倉の記事への反論になっていないと述べた。
2012年にクレジットカード会社のジェーシービー（JCB）が加盟店契約を解除しており、2017年2月時点でホメオパシージャパンで使えるクレジットカード会社はない。ホメオパシージャパンは、これは「ホメオパシーのような安価で効果の高い療法が広まっては困る人々、日本国民が目覚めては困る人々によるホメオパシーつぶしの一環」であるとコメントしている。

### ビタミンK2シロップとビタミンKのレメディー
新生児にビタミンKのレメディー（ビタミンKは含まれない）を与えることを推奨していた。とらのこ会は健康相談で「（新生児にビタミンK2のシロップの）代わりにそのレメディーを与えていただいてもかまいません」などとしていた。
山口新生児ビタミンK欠乏性出血症死亡事故のあと、日本ホメオパシー医学協会はビタミンK2のシロップを与えなかったこととホメオパシーは関係なく、母親の選択であると主張し、「ホメオパシーのレメディーは、ビタミンK2のシロップの代用にはなりません」と初めて明言した。

### 薬事法違反
ホメオパシージャパンは、パンフレットやホームページで医薬品認可のない製品が特定の病気に対する効果があるとうたっていたことがあり、東京都は2003年、2010年に薬事法違反の疑いで立ち入り検査をしている。東京都は日本ホメオパシー医学協会とホメオパシージャパンに、証明されていないレメディーの放射線への効能効果をうたわないよう警告した。

### 現代医学・ワクチンの否定
日本ホメオパシー医学会が認定したあるホメオパスは「ホメオパシー治療をしている人が病院に行くとショック死することがある」と教えていたと指摘されており、このホメオパスが治療した女性は現代治療を拒み、症状の悪化を好転反応と最後まで信じ、悪性リンパ腫で死亡している。
好転反応の理論に対しては、病状が悪化しても患者は「良くなっている」と思い込み、病院に行くことを妨げるとして問題視する医師も多い。悪性リンパ腫で死亡した女性の友人であったカンバーランド長老・ めぐみ教会の荒瀬牧彦牧師は、「好転反応」という概念を完全に否定するわけではないが、濫用すると思考停止を招くと述べている。
由井はワクチンを否定しているが、神戸大学大学院教授の岩田健太郎は、エドワード・ジェンナー（1749－1823）が天然痘ワクチン（牛痘）という医学史上に残る業績を挙げた際、使用された初期に「接種すると牛になる」などデマが流れたが、由井の『それでもあなたは新型インフルエンザワクチンを打ちますか？』（2009年）に見られるような言説に当時のデマが残っていると述べている。
ロイヤル・アカデミー・オブ・ホメオパシーのホームページに、腎臓病の子供に病院の薬を飲ませるのをやめレメディ―を与えている女性の相談に対してアカデミーの「先生」が、「むくみや蛋白尿に対するレメディー」を紹介し、ホメオパシー療法者「ホメオパス」に相談するようアドバイスする内容が記載されていたが、国学院大法科大学院の平林勝政教授（医事法）は朝日新聞で、このやりとりが医師法に触れる可能性を指摘している。この書き込みは山口新生児ビタミンK欠乏性出血症死亡事故の後であったため、ネット上でホメオパシー信奉者による医療ネグレクトではないかと騒ぎになり、通報する人も出た。
ホメオパシー医学協会は、「ホメオパシー利用者」と「通常の医療を拒否する人」は関係のない問題であるとしているが、日本ホメオパシー医学協会が認定したホメオパスには現代医療を否定する者もいる。

### セラピー
「インナーチャイルド」という独自のトラウマ理論を唱えており、反精神医学の傾向がある。
荒瀬牧彦は、メンタルの問題にホメオパシーを利用することに不安を覚えると述べている。また荒瀬は、「なんでもなおせる」というホメオパスの一部には、万能意識が見られると危惧している。
ホメオパシージャパン系の団体では、精神疾患の薬物医療・精神医学に反対する新宗教・サイエントロジーが設立した市民の人権擁護の会の世話人の小倉謙にたびたび講演を依頼している。サイクバスター（精神医学を破壊する人）としてサイエントロジーに協力する医師の内海聡ともイベントを行っている。

### 東日本大震災・放射能関連
日本ホメオパシー医学協会は東日本大震災の被災地で放射能を除去できると喧伝し、関連会社のホメオパシージャパンは2011年7月に福島で採取した土を希釈振とうして出来たというレメディーを発売。由井寅子は被災地を訪問し、比較的線量の高い土地を流れる河川にレメディを投入するパフォーマンスを複数回行った。